# تيم رايت (لاعب كرة قدم أمريكية)
تيم رايت (بالإنجليزية: Tim Wright)‏ هو لاعب كرة قدم أمريكية أمريكي، ولد في 7 أبريل 1990 في نبتون ‏ في الولايات المتحدة.

## وصلات خارجية
- تيم رايت على موقع مرجع كرة القدم المحترفة.كوم (الإنجليزية)